# Monopropulsant
Els monopropulsants són propulsors que consisteixen en substàncies químiques que alliberen energia mitjançant la descomposició química exotèrmica. L'energia d'enllaç molecular del monopropulsant s'allibera normalment mitjançant l'ús d'un catalitzador. Això es pot contrastar amb els bipropulsants que alliberen energia mitjançant la reacció química entre un oxidant i un combustible. Encara que són estables en condicions d'emmagatzematge definides, els monopropulsants es descomponen molt ràpidament en determinades altres condicions per produir un gran volum dels seus propis gasos energètics (calents) per a la realització del treball mecànic. Encara que els deflagrants sòlids com la nitrocel·lulosa, el propulsor més utilitzat en armes de foc, es podrien considerar monopropulsants, el terme sol reservar-se per a líquids en la literatura d'enginyeria.

## Usos
L'ús més comú dels monopropulsants és en motors de coets de baix impuls, com els propulsors de control de reacció, el propulsor habitual és la hidrazina que generalment es descompon per l'exposició a un iridi en un llit de catalitzador (la hidrazina s'escalfa prèviament per mantenir el líquid reactiu). Aquesta descomposició produeix el raig de gas calent desitjat i, per tant, l'empenta. El peròxid d'hidrogen s'ha utilitzat com a font d'energia per a turbobombes dels tancs propulsors en coets com el V-2 alemany de la Segona Guerra Mundial i el Redstone nord-americà.
El peròxid d'hidrogen es fa passar a través d'una malla de catalitzador de platí, o entra en contacte amb perles de ceràmica impregnades de diòxid de manganès, o s'injecta conjuntament una solució de permanganat Z-Stoff, que fa que el peròxid d'hidrogen es descomposi en vapor calent i oxigen.
Els monopropulsants també s'utilitzen en alguns sistemes de propulsió independents de l'aire (AIP) per "alimentar" motors alternatius o turbines en entorns on no hi ha oxigen lliure disponible. Les armes destinades principalment al combat entre submarins de propulsió nuclear generalment entren en aquesta categoria. El propulsor més utilitzat en aquest cas és el dinitrat de propilenglicol estabilitzat (PGDN), sovint anomenat "combustible Otto".